# Stemmebånd
Stemmebåndene er to slimhindefolder i halsen, der er afgørende for, at mennesker kan skabe lyd til tale og sang.
Stemmebåndene strækker sig vandret fra bagkant til forkant i strubehovedet.
Muskler styrer hvor strakte eller slappe stemmebåndene er, hvilket bestemmer hvor høje toner, der frembringes, når luften fra lungerne passerer henover stemmebåndene, og får dem til at vibrere.
Stemmebåndsmusklerne er viljestyrede og styres fra hjernens tale- og sprogcentre via n. laryngeus recurrens, der er en sidegren til vagusnerven.